# Voyeurs
Voyeurs es el primer y único álbum de estudio del dúo británico de metal industrial Two, publicado en 1998 por Nothing Records. Una vez que se lanzó al mercado, las ventas del disco fueron pobres, aun así ingresó en las listas Billboard 200 y Top Heatseekers de los Estados Unidos en los lugares 176 y 11, respectivamente. Por su parte, el 21 de abril de 2002 el sistema Nielsen Soundscan informó a que hasta dicha fecha el disco había vendido 47 469 copias en los Estados Unidos.

## Grabación
Las canciones fueron escritas por Rob Halford, John Lowery y Bob Marlette en 1996, que de acuerdo con Lowery eran más pesadas y poseían más partes de guitarra eléctrica. No obstante, durante la mezcla, en donde participó también Trent Reznor de Nine Inch Nails y Dave Ogilvie de Skinny Puppy, a las canciones se les quitó buena parte de las composiciones de guitarra y la voz de Halford fue trabajada con programas de computadoras para obtener el tono de las producciones de metal industrial. A pesar de que Lowery quedó insatisfecho con el tratamiento que le dieron Reznor y compañía a las composiciones, él ha señalado que sigue siendo un muy buen álbum.
Por su parte, Rob Halford mencionó que el resultado final no se parecía en nada a las grabaciones originales, pero como se trataba de un álbum de metal industrial, el disco tiene el sonido correcto. En 2007, Halford afirmó en una entrevista que estaba interesado en lanzar al mercado las canciones originales, pero debido a asuntos contractuales con Nothing Records no podía asegurar una fecha exacta.

## Promoción
Para promocionarlo, en el mismo año se lanzaron los sencillos «Deep in the Ground» y «I Am a Pig», siendo este último el único que ingresó en la lista Mainstream Rock Tracks de los Estados Unidos en el lugar 22. También se grabó un video musical de «I Am a Pig», cuya dirección quedó a cargo del director de pornografía gay Chi Chi LaRue. La trama del video se da en un burdel, con escenas entrelazadas de sadomasoquismo con varias personas vestidas de cuero, entre ellas algunas estrellas porno como Janine Lindemulder. A pesar de que no fue exhibido ampliamente en los medios de comunicación por su contenido explícito, el video finalmente no fue prohibido. Por su parte, la banda dio una pequeña gira por algunos países de Europa y en los Estados Unidos durante 1998.

## Lista de canciones
Todas las canciones escritas por Rob Halford, John Lowery y Bob Marlette, a menos que se indique lo contrario.

| N.º | Título               | Escritor(es)      | Duración |  |
| 1.  | «I Am a Pig»         |                   | 3:37     |  |
| 2.  | «Stutter Kiss»       |                   | 4:32     |  |
| 3.  | «Water's Leaking»    |                   | 3:52     |  |
| 4.  | «My Ceiling's Low»   | Halford, Marlette | 3:35     |  |
| 5.  | «Leave Me Alone»     | Halford, Marlette | 4:31     |  |
| 6.  | «If»                 |                   | 5:03     |  |
| 7.  | «Deep in the Ground» |                   | 5:15     |  |
| 8.  | «Hey, Sha La La»     |                   | 4:22     |  |
| 9.  | «Wake Up»            |                   | 3:32     |  |
| 10. | «Gimp»               |                   | 3:42     |  |
| 11. | «Bed of Rust»        |                   | 4:32     |  |

| Pista adicional en el mercado japonés |              |          |  |
| N.º                                   | Título       | Duración |  |
| 12.                                   | «In My Head» | 4:05     |  |

## Posicionamiento en listas musicales
| País           | Lista                  | Posición |
| -------------- | ---------------------- | -------- |
| Alemania       | Media Control Charts   | 81       |
| Estados Unidos | Billboard 200          | 176      |
| Estados Unidos | Top Heatseekers Albums | 11       |

## Músicos
- Rob Halford: voz
- John Lowery: guitarra eléctrica y bajo
- Bob Marlette: teclados, caja de ritmos y bajo adicional
- Phil Western y Anthony "Fu" Valcic: teclados y caja de ritmos